# Artemare
Artemare je obec ve východní Francii v regionu Auvergne-Rhône-Alpes v departementu Ain. Žije zde přibližně 1 100 obyvatel. Leží v kantonu Champagne-en-Valromey 16 kilometrů severně od Belley a osm kilometrů severozápadně od obce Culoz a řeky Rhôny. Je z několika stran obklopena pohořím Jura. V září 2009 obec navštívil prezident Nicolas Sarkozy. 